# Sargentina
Sargentina is een geslacht van uitgestorven kreeftachtigen uit de klasse van de Ostracoda (mosselkreeftjes).

## Soorten
- Sargentina allani Coryell & Johnson, 1939 †
- Sargentina arcuata (Egorov, 1950) Jiang et al., 1983 †
- Sargentina asulcata Cooper, 1941 †
- Sargentina biforma Lethiers, 1978 †
- Sargentina crassimarginata (Croneis & Thurman, 1939) Cooper, 1941 †
- Sargentina elliptica Wei, 1983 †
- Sargentina elongata Cooper, 1946 †
- Sargentina forsetii Coryell & Johnson, 1939 †
- Sargentina rotunda (Kozur, 1985) Sohn, 1988 †
- Sargentina transita (Kozur, 1985) Sohn, 1988 †
- Sargentina tumida Cooper, 1946 †
- Sargentina whitei (Bradfield, 1935) Lethiers & Colin, 1989 †